# Гришинское сельское поселение (Волгоградская область)
Гри́шинское се́льское поселе́ние — муниципальное образование в составе Киквидзенского района Волгоградской области.
Административный центр — посёлок Гришин.

## История
Гришинское сельское поселение образовано 10 декабря 2004 года в соответствии с Законом Волгоградской области № 967-ОД.

## Население
| 2010  | 2012  | 2013  | 2014  | 2015  | 2016  | 2017  |
| ----- | ----- | ----- | ----- | ----- | ----- | ----- |
| 1529  | ↘1503 | ↘1481 | ↘1448 | ↘1424 | ↘1422 | ↘1404 |
| 2018  | 2019  | 2020  | 2021  |       |       |       |
| ↘1367 | ↘1348 | ↘1308 | ↘1295 |       |       |       |

## Состав сельского поселения
| № | Населённый пункт | Тип населённого пункта          | Население |
| - | ---------------- | ------------------------------- | --------- |
| 1 | Безречный        | хутор                           | 81        |
| 2 | Гришин           | посёлок, административный центр | 916       |
| 3 | Крутой Лог       | хутор                           | 209       |
| 4 | Мозглы           | хутор                           | 23        |
| 5 | Мордвинцево      | хутор                           | 168       |
| 6 | Чистополь        | хутор                           | 132       |